# Frank Eugene
Frank Eugene, nato Frank Eugene Smith (New York, 19 settembre 1865 – Monaco di Baviera, 16 dicembre 1936), è stato un fotografo e incisore tedesco di origini statunitensi.

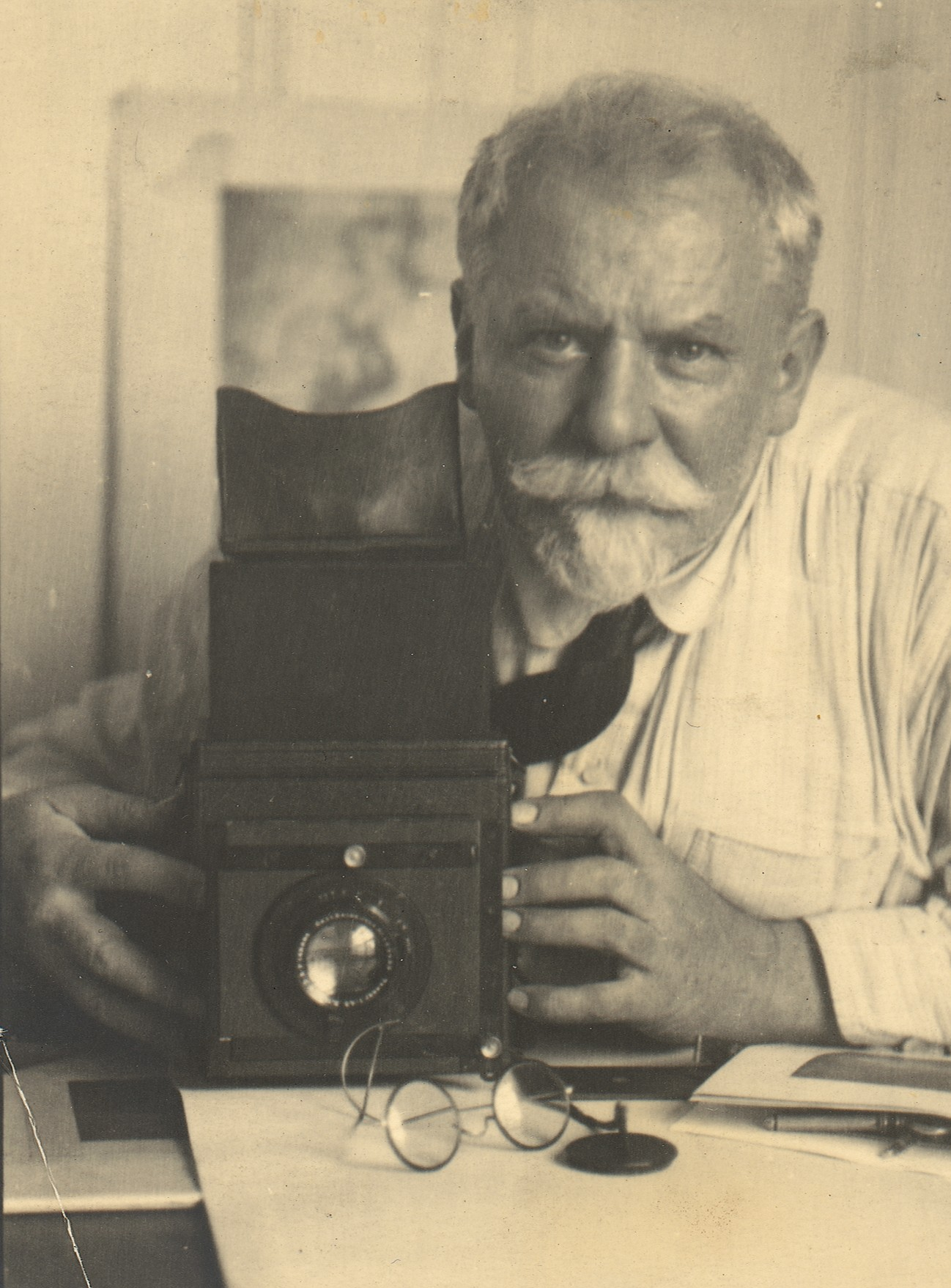
Autoritratto di Frank Eugene, 1924

È stato il primo docente di fotografia al mondo in una Accademia.

## Biografia
I genitori erano tedeschi emigrati in America verso la fine del 1850. Il padre, Frederick, un fornaio, cambiò il cognome da Schmid a Smith. La madre era Hermine Selinger, una cantante che si esibiva nei teatri e nelle birrerie tedesche della città di provenienza.
È probabile che abbia iniziato attorno al 1880 ad adoprare per divertimento la fotografia, mentre nel 1886 si trasferì a Monaco di Baviera per studiare disegno e scenografia al "Bayerische Akademie der Schönen Künste".
Diplomatosi, iniziò a ritrarre attori ed attrici senza dimenticare la fotografia anche se non abbiamo notizie sulle sue frequentazioni e studi in merito. Sappiamo che tornò a New York nek 1899 ed espose in una mostra fotografica presso il prestigioso Camera Club di New York sulla quale il critico Sadakichi Hartmann si espresse molto favorevolmente anche se altri argomentarono che si trattava di "fotografia non fotografia".
Eugene infatti, grazie agli studi di pittura e disegno, interveniva sui negativi con graffi e pennellate manipolando il risultato finale come una sorta di fusione tra pittura e fotografia.
Dopo un viaggio in Egitto nel 1901, incontrò il fotografo Fred Holland Day, e l'anno seguente fu tra i fondatori del movimento Photo-Secession, facendo parte del suo consiglio direttivo. È probabile che nello stesso anno incontrasse la modella ungherese Fritzi von Derra alla quale scatterà otto famose fotografie al platino, sparse in vari musei tra cui il Metropolitan Museum of Art di New York. 
Nel 1906 si trasferì definitivamente in Germania, riconosciuto sia come pittore che come fotografo e lavorando con Fritz von Uhde, Hendrik Heyligers, Willi Geiger, Franz Roh. Nel 1907 fu nominato professore di fotografia artistica presso la scuola pubblica "Lehr-und Versuchsanstalt für Photographie" di Monaco di Baviera.
Grazie a questo impulso, la fotografia divenne la sua attività principale sperimentando ogni tipo di immagine compreso il nuovo processo del colore Autocromia. Nel frattempo, già a partire dal 1902, la rivista Camera Work, diretta da Alfred Stieglitz, pubblicò numerose incisioni di Eugene, oltre alle fotografie a partire dal 1910 in occasione di una grande mostra a Buffalo, New York. Il Catalogo della mostra sottolineava la maestria dell'autore nella stampa al platino su tessuto giapponese.
Eugene è stato riconosciuto come uno dei primi maestri dell'immagine manipolata. Lo storico della fotografia, Weston Naef, ha descritto il suo stile in questo modo:
"La stessa audacia con cui Eugene ha manipolato il negativo graffiando e dipingendo ha costretto anche coloro che avevano una forte simpatia per la linea di pensiero purista come White, Day e Stieglitz ad ammirare il tocco particolare di Eugene... [ha] creato una nuova sintassi per il vocabolario fotografico , perché nessuno prima di lui aveva lavorato a mano negativi con tali intenzioni pittoriche e un'abilità insuperata dai suoi successori".
Nel 1913 fu nominato professore di fotografia artistica dall'"Accademia Reale delle Arti Grafiche" di Lipsia (Akademie für Grafische Künste und Buchgewerbe). Nel 1915 rinunciò alla cittadinanza americana in favore di quella tedesca.
La sua morte sembra sia dovuta ad infarto.

## Galleria d'immagini

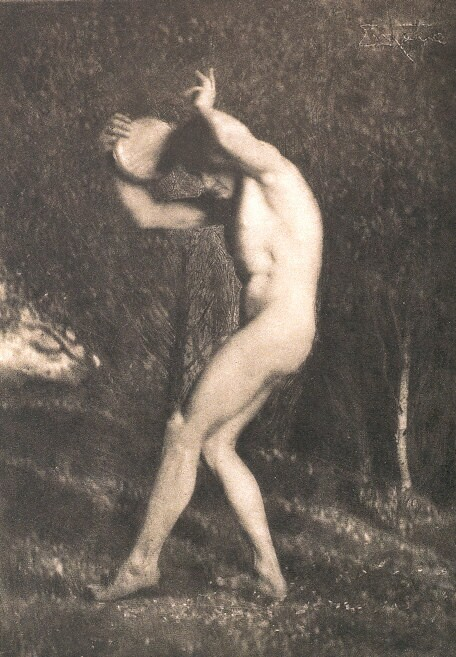
nudo maschile (1897)
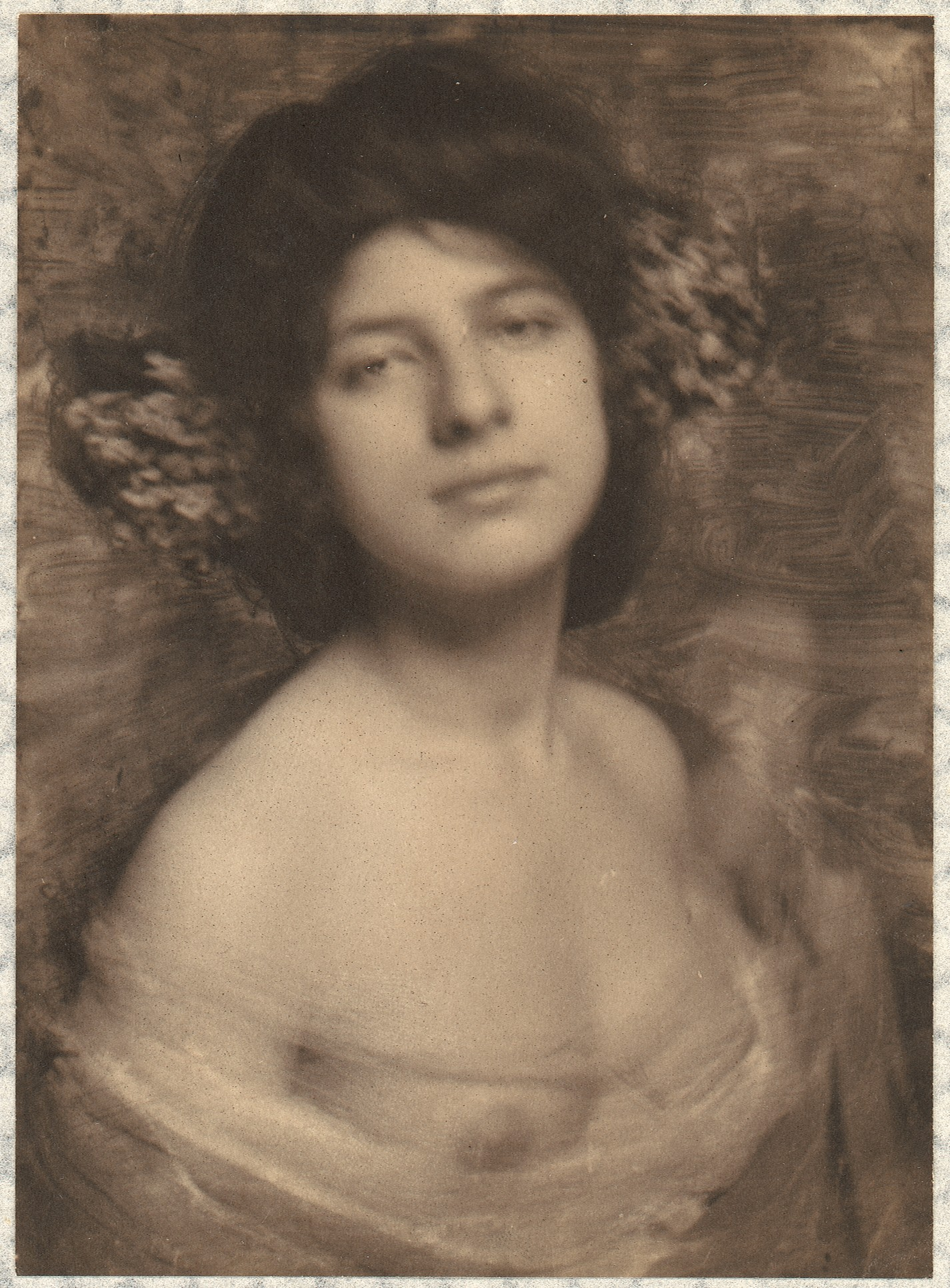
"Hortensia" (1898)
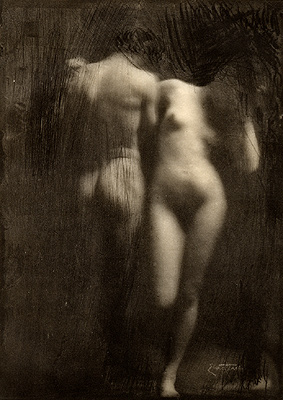
"Adam und Eva", foto pubblicata su Camera Work nel 1910
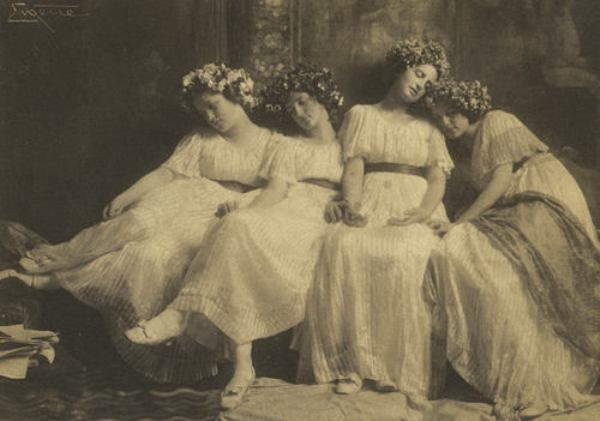
"Vergini dormienti", 1900 circa
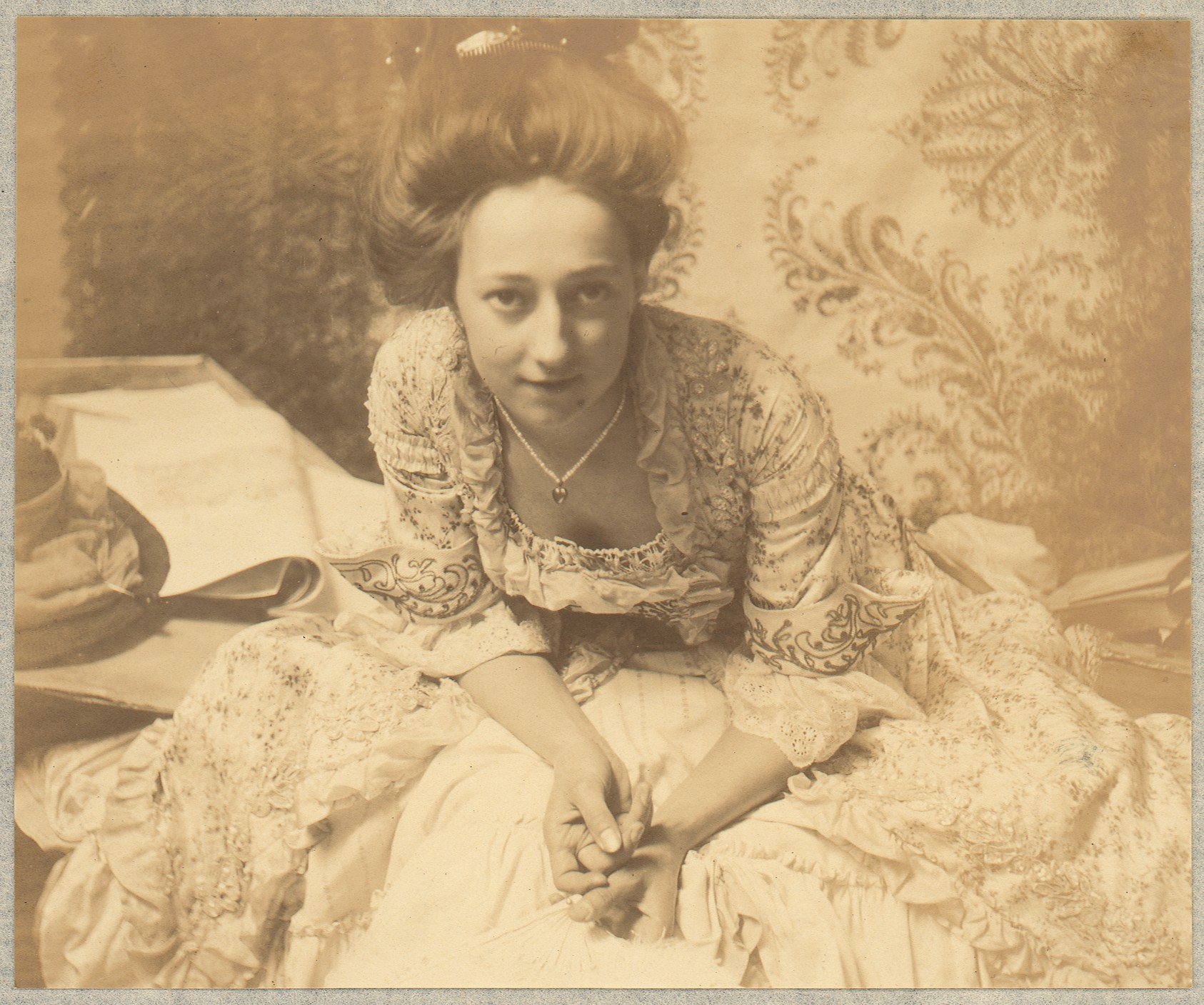
Emmy G., scattata tra il 1900 e il 1908
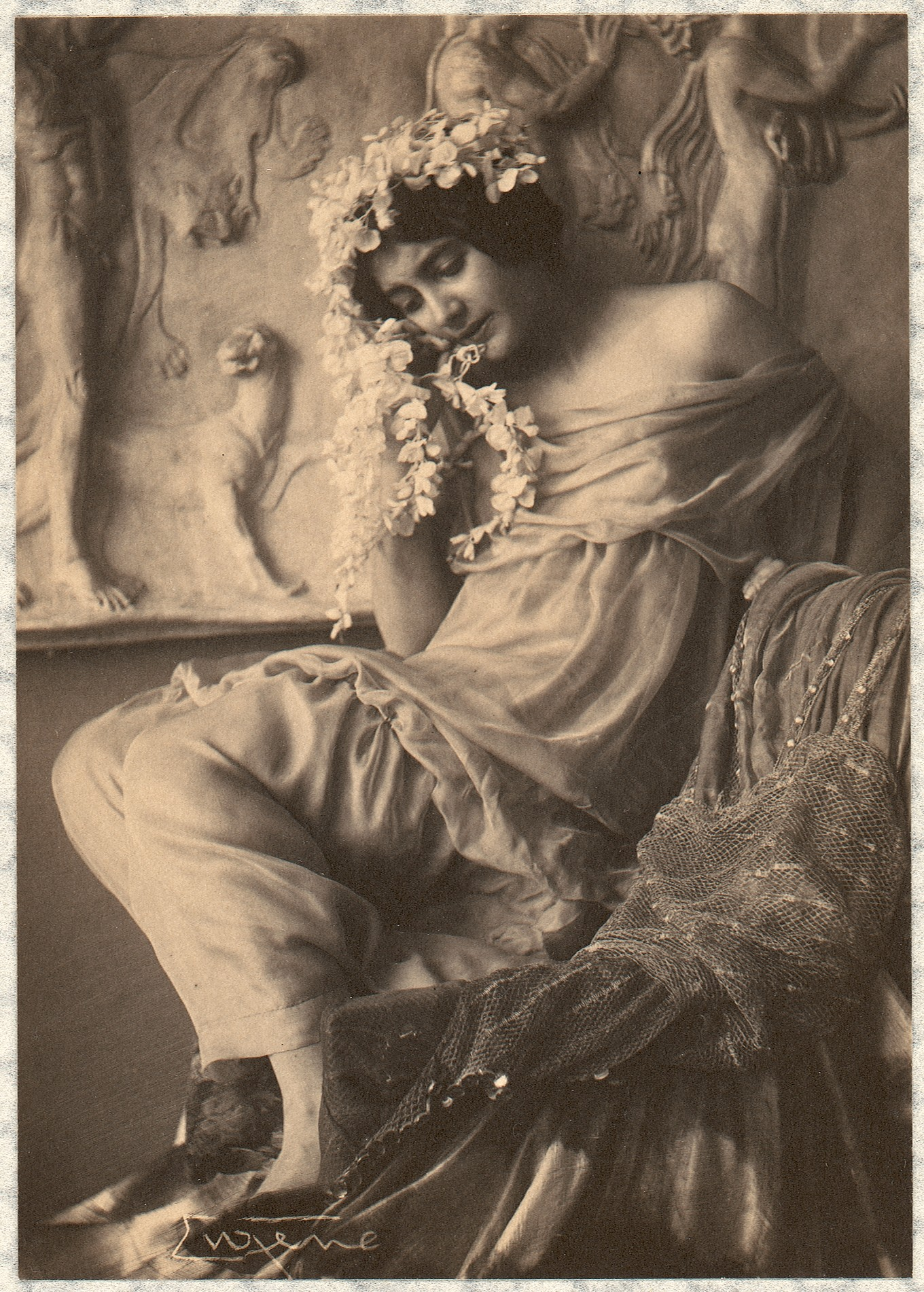
la ballerina ungherese Fritzi von Derra (1900-1901)
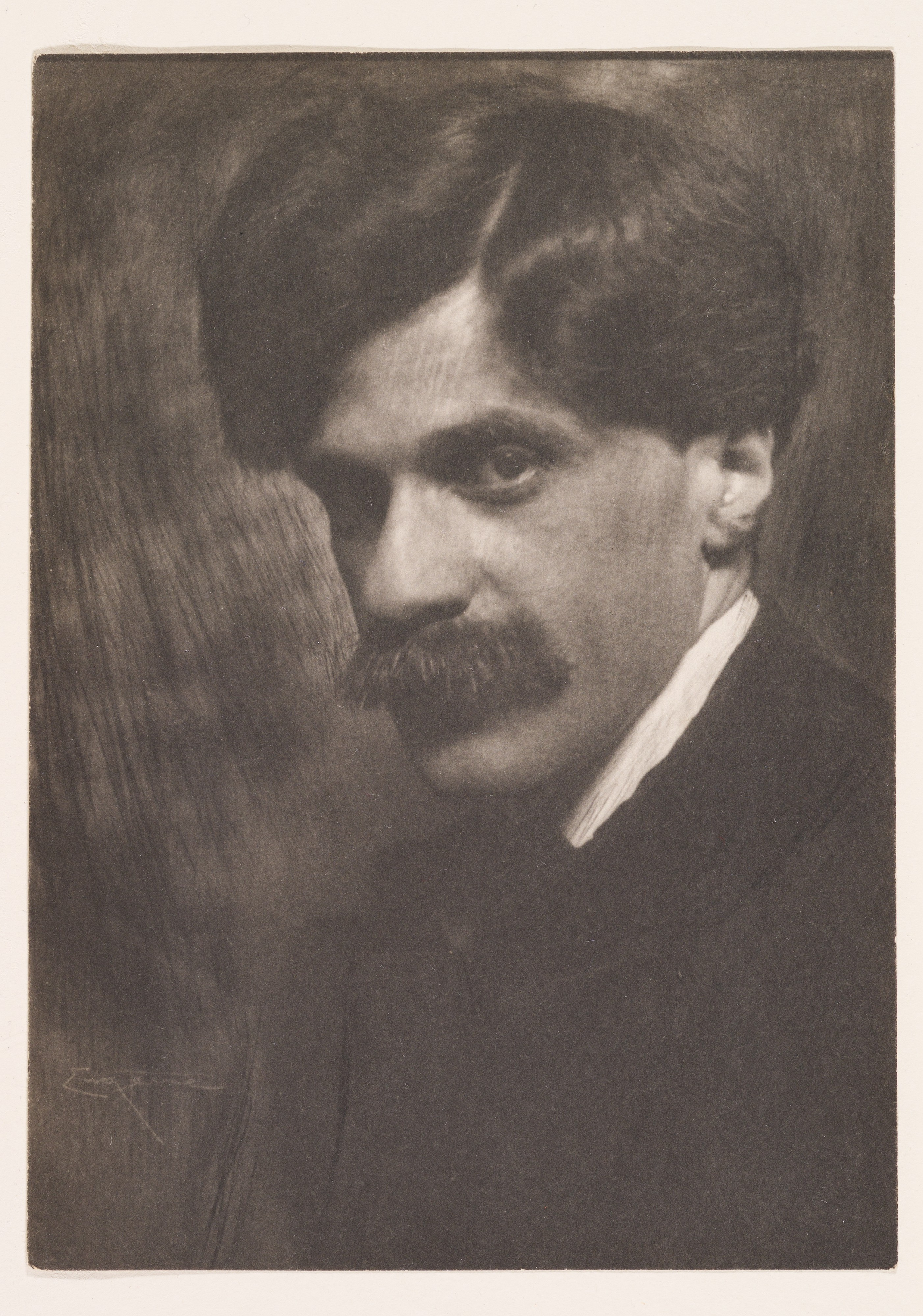
Alfred Stieglitz nel 1907
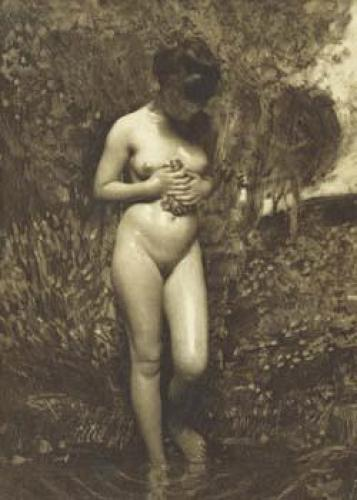
studio di nudo (1908)